# Chiconahui Ehecatl
Chiconahui Ehecatl é uma deidade asteca. Seu nome significa "nove ventos".